# Matteo Bocelli
Matteo Bocelli (* 8. Oktober 1997 in Forte dei Marmi, Provinz Lucca) ist ein italienischer Sänger (Tenor).

## Werdegang
Matteo Bocelli ist der jüngste Sohn von Andrea Bocelli und dessen erster Ehefrau Enrica. Er studierte am Konservatorium in Lucca und trat im Alter von 18 Jahren erstmals öffentlich im auf Initiative seines Vaters errichteten Teatro del Silenzio in Lajatico als Sänger auf. Zum 30. Jubiläum der David Foster Foundation trat er 2017 zusammen mit Stars wie Steven Tyler oder Robin Thicke beim Miracle Concert in Vancouver auf. 2018 trat er an der Seite von Jennifer Lopez als Model in einer Werbekampagne von Guess in Erscheinung.
Auf Andrea Bocellis Nummer-eins-Album Sì von 2018 ist das Duett Fall on Me mit Matteo enthalten, auch in der spanischen Version Ven a mi. Das Lied wurde als Single veröffentlicht und Vater und Sohn traten damit mehrfach gemeinsam auf, etwa in der Sendung Willkommen bei Carmen Nebel, bei Dancing with the Stars, in der Late Show mit Stephen Colbert, beim Sanremo-Festival 2019 und im Rahmen von Konzerten Andrea Bocellis. Das Lied fand auch im Soundtrack zum Film Der Nussknacker und die vier Reiche Verwendung. Es erreichte Platz 16 in den kanadischen Singlecharts.
Bocelli hat denselben Manager wie sein Vater und unterschrieb 2019 einen Plattenvertrag mit Capitol Records (Universal). Zusammen mit seinem Vater und seiner Schwester Virginia veröffentlichte Bocelli 2022 das Weihnachtsalbum A Family Christmas, das international erfolgreich war. Sein erstes Soloalbum Matteo erschien 2023.

## Diskografie
Alben
- 2022: A Family Christmas (mit Andrea & Virginia Bocelli)
- 2023: Matteo

Singles
- 2019: Fall on Me (Ven a mi) (mit Andrea Bocelli)
- 2021: Solo
- 2022: Close
- 2022: Dime/Dimmi
- 2022: Until She’s Gone / Tu luz quedó / Un attimo di te (mit Sebastián Yatra)
- 2022: Tempo
- 2022: Happy Xmas (War Is Over) (mit Andrea & Virginia Bocelli)
- 2022: Have Yourself a Merry Little Christmas (mit Andrea & Virginia Bocelli)
- 2022: I’ll Be Home for Christmas (mit Andrea & Virginia Bocelli)
- 2023: I Miss You Amore (mit Sukriti Kakar, Prakriti Kakar & Amaal Mallik)
- 2023: For You
- 2023: Chasing Stars
- 2023: Fasi
- 2023: I’m Here